# Тарасов, Дмитрий Васильевич
Дми́трий Васи́льевич Тара́сов (27 сентября 1919 — 6 октября 1989) — участник Великой Отечественной войны, гвардии майор, Герой Советского Союза (1945).

## Биография
Родился в деревне Белясево, ныне Касимовского района Рязанской области, в семье крестьянина, окончил 6 классов. В 1935 году вместе с родителями переехал в село Тушино (ныне в черте Москвы). Тут окончил школу фабрично—заводского ученичества. Учился, работал слесарем в авиационных мастерских Центрального аэроклуба СССР имени В. П. Чкалова. Был бригадиром на сборке самолётов. Одновременно учился в вечерней школе.
В 1939 году окончил аэроклуб, затем поступил в Краснодарское объединённое училище, которое окончил в 1942 году.

## Участие вВОВ
На фронтах Великой Отечественной войны — с ноября 1943 года. Прибыл на фронт в 6-й гвардейский штурмовой авиаполк, который в те дни в составе войск 1-го Прибалтийского фронта вёл боевые действия на Витебском и Полоцком направлениях. Был лётчиком, командиром звена.
К марту 1945 года командир звена 6-го отдельного гвардейского штурмового авиационного полка (3-я Воздушная армия, 1-й Прибалтийский фронт) гвардии старший лейтенант Д. В. Тарасов совершил 132 боевых вылета, нанеся противнику большой урон в живой силе и технике. Всего совершил 163 успешных боевых вылета.

### О победах Тарасова
За первые 15 успешных вылетов Дмитрий был награждён орденом Красного Знамени.
В феврале 1944 года 6-й гвардейский ШАП, базируясь на Смоленщине, выполнял задачи по уничтожению врага в районе Витебска. Тарасов был ведущим пары, все 8 самолётов справились с боевой задачей — поставить дымовую завесу южнее озера Лосвида, при этом почти все самолёты, участвовавшие в полёте, были с пулевыми пробоинами.
В лётной книжке Дмитрия была сделана такая запись: «30.6.1944. Продолжительность полёта — 1 час 20 минут. Задание — штурмовка Полоцкого аэродрома истребителей противника. При штурмовке связь в группе держал отлично. Уничтожено 2 „Фокке — Вульфа“».
23 августа 1944 года 6-й Гвардейский штурмовой авиаполк был награждён орденом Красного Знамени. В те же дни Дмитрия Тарасова назначили командиром звена, присвоили звание лейтенанта.
Однажды, штурмуя позиции врага на Литовской земле, в районе Биржая, Тарасов уничтожил вражескую артиллерийскую батарею. Возвращаясь на базу, заметил восьмёрку пикирующих бомбардировщиков Ju-87, пошёл в атаку, сбив два «Юнкерса».
20 сентября 1944 года в районе Добеле, уже на Латвийской земле, противник сосредоточил для контратаки крупные силы танков и артиллерии. Шестёрка «Илов» вылетела для удара по врагу. Гвардии лейтенант Тарасов, снизившись до 100 метров, почти в упор стал расстреливать вражескую колонну, поджёг танк и несколько автомашин, но получил пробоину в правом крыле, было перебито управление. Самолёт стал терять скорость, разворачиваться вправо, а при посадке на аэродроме самолёт развалился.
В последующие месяцы войны Дмитрий Тарасов не раз летал на бомбёжку врага в районы Паневежиса, Елгавы, Шяуляя, Риги, Клайпеды. Всего за годы войны он совершил 163 боевых вылета. Уничтожил многие десятки танков и автомашин, взорвал несколько военных складов, сбил в воздушных боях 2 самолёта врага.
В конце июня 1945 года Дмитрию Васильевичу было присвоено звание Героя Советского Союза.

## Послевоенное время
После войны продолжал службу в ВВС.

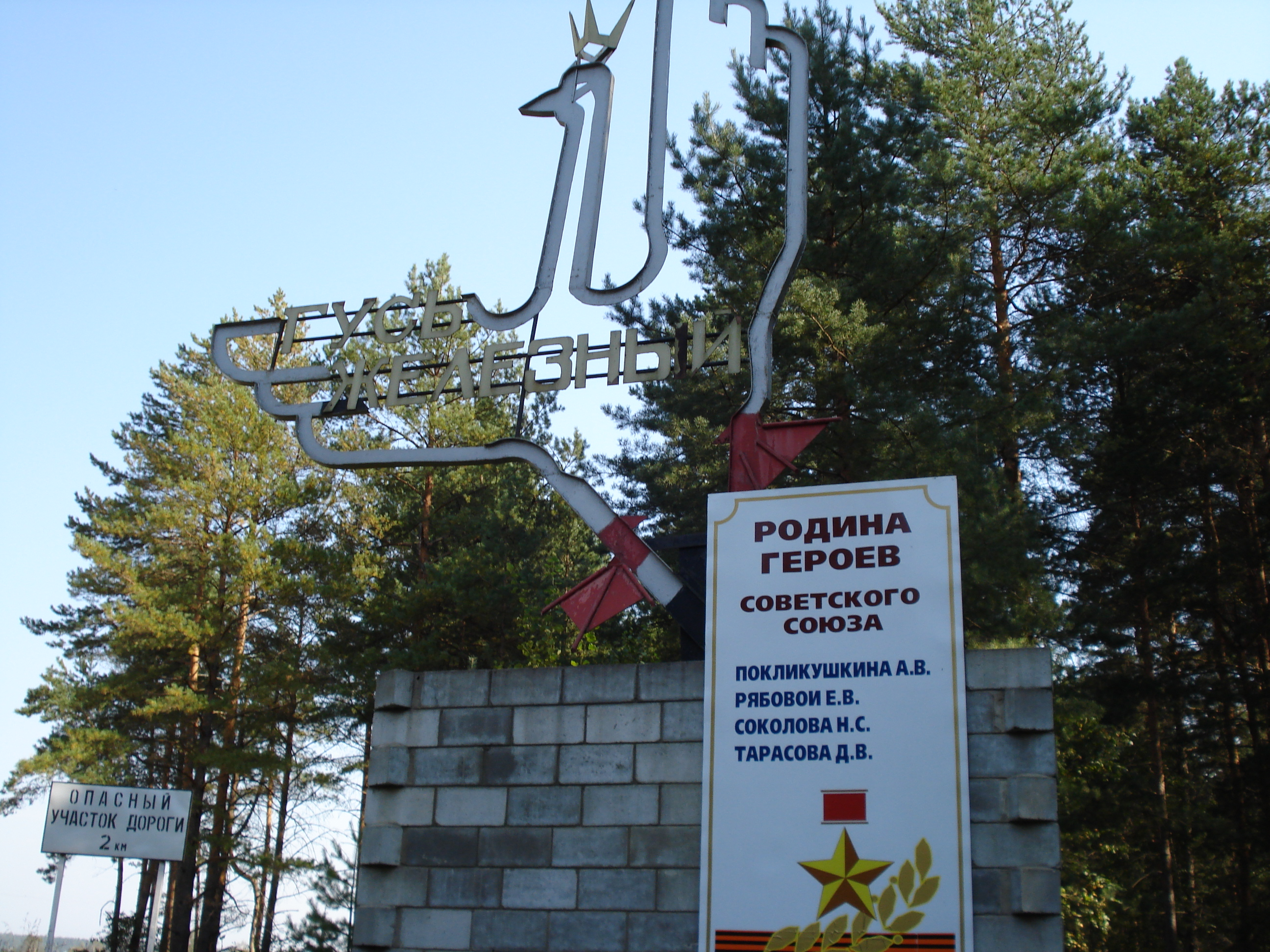
В Гусь-Железном считают, что Дмитрий Тарасов родился в их городе

В 1957 году гвардии майор Д. В. Тарасов уволился в запас. Жил в Москве. Более 20 лет работал старшим инженером конструкторского бюро московского завода «Буревестник». Затем, по состоянию здоровья, ушёл на пенсию.
Трагически погиб в автомобильной катастрофе 6 октября 1989 года.

## Награды
- Герой Советского Союза, Указ от 29.06.1945
- Орден Ленина
- Орден Красного Знамени, трижды
- Орден Отечественной войны 1-й степени, дважды
- Орден Красной Звезды
- Орден Славы 3-й степени
- медали